# Upplands runinskrifter 101
Runinskrift U 101, även kallad Jarlabankes sten, är en runsten som står i Södersätra i Rösjö naturreservat i Sollentuna kommun och den beskrevs på 1860-talet av Richard Dybeck. Stenen, som är från den senare delen av 1000-talet, står längst en fornstig som fortsätter norrut mot Täby.
Ristningen är anbragt på stenens plana ovansida, upptar en yta av ca 1,85x1,50 m. Runhöjd är 7-16 cm.
Runstenen är en av ett större antal runstenar, Jarlabankestenarna, som restes av, eller till minne av, stormannen Jarlabanke.

## Inskriften

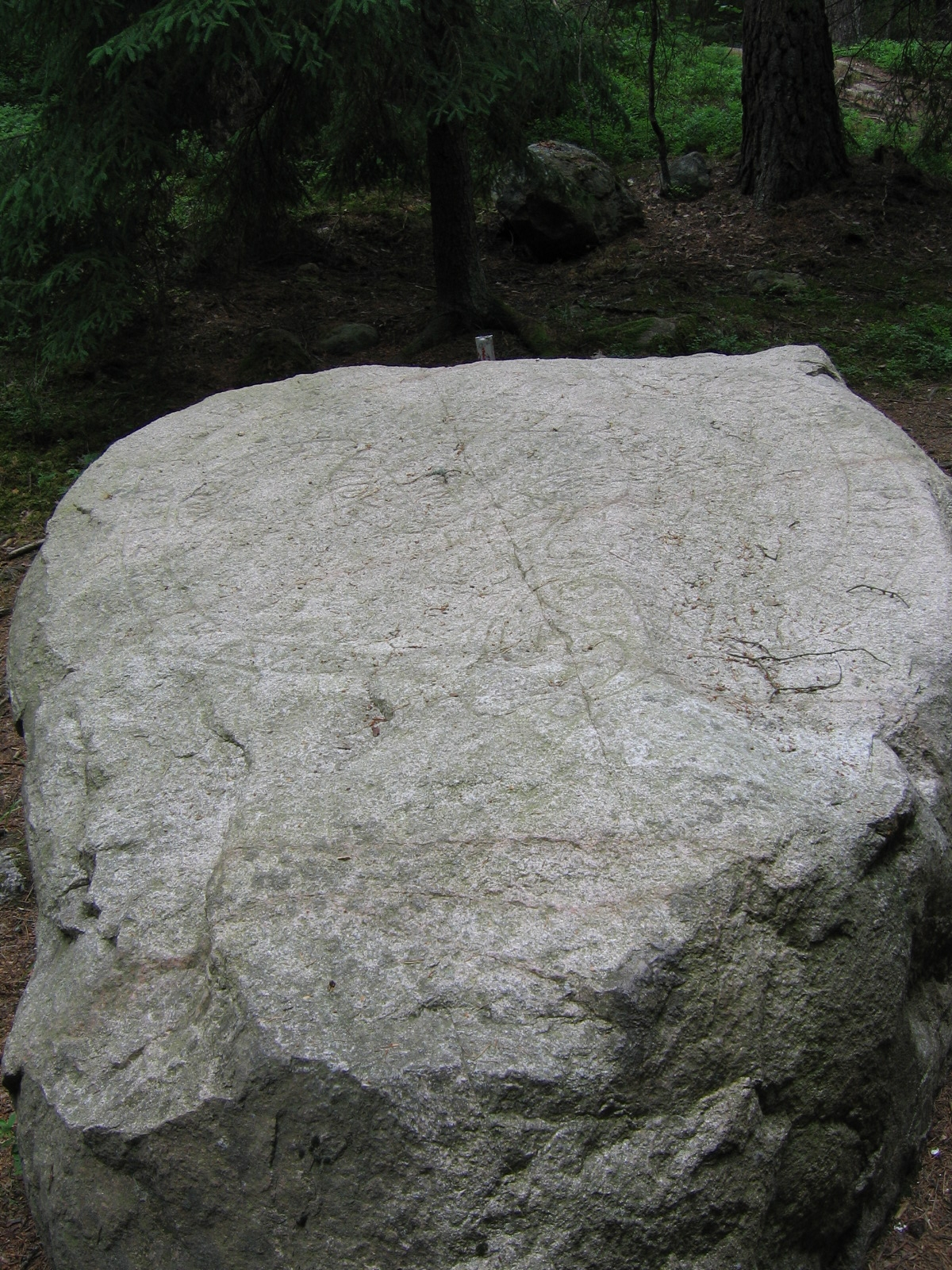

Translitterering av runraden:
× henmikr × auk × iarlabaki × þaiʀ × litu × braut + ryþia × auk × broaʀ × kiara × eftiʀ × faþur × sin × auk × estriþ × eftiʀ suni × sina × inkifast × auk × inkuar + kuþ × hialbi × ant × þaiʀa ×
Normalisering till runsvenska:
Hæmingʀ ok Iarlabanki þæiʀ letu braut ryðia ok broaʀ giæra æftiʀ faður sinn ok Æstrið æftiʀ syni sina Ingifast ok Ingvar. Guð hialpi and þæiʀa.
Översättning till nusvenska:
Häming och Jarlabanke de lät röja väg och göra broar efter sin fader, och Estrid efter sina söner Ingefast och Ingvar. Gud hjälpe deras ande.